# 比拉普拉纳
比拉普拉纳，是西班牙加泰罗尼亚塔拉戈纳省的一个市镇。总面积23平方公里，总人口559人（2001年），人口密度24人/平方公里。